# جزایر فارو
جزایر فارو یا جزایر فاروئه (به فاروئی: Føroyar، به دانمارکی: Færøerne، به معنی: «جزایر گوسفند») نام جزایر هجده‌گانه‌ای است که به عنوان یکی از منطقه‌های خودگردان دانمارک شناخته می‌شود.

## تاریخچه
این مجمع الجزایر در سال ۱۸۱۴ از نظر سیاسی از نروژ جدا شد و از سال ۱۹۴۸ به‌صورت استانی خودمختار از پادشاهی دانمارک درآمد. آن‌ها در طی این چند سال مسئولیت بیشتر مسائلشان را در دست گرفته‌اند؛ به‌جز دفاع (اگرچه دارای نگهبان ساحلی محلی هستند)، امور خارجی و دستگاه قضائی که بر عهدهٔ دانمارک می‌باشد. فارو روابط نزدیک و سنتی‌ای با ایسلند، شتلند، اورکنی، جزایر هبرید بیرونی و گرینلند دارد. این مجمع الجزایر در انجمن اروپای شمالی به‌عنوان بخشی از نمایندگان دانمارک حضور پیدا می‌کند. شایان ذکر است که فارو عضو اتحادیه اروپا نمی‌باشد.

## جغرافیا
این مجمع‌الجزایر در شمال اروپا و منطقهٔ اسکاندیناوی، بین دریای نروژ و اقیانوس اطلس شمالی، تقریباً در فاصله‌ای برابر از ایسلند، نروژ و بریتانیا واقع شده‌است و پایتخت آن توشهاون می‌باشد. از مجموع ۱۸ جزیره‌ای که جزایر فارو را تشکیل داده‌اند، ۱۷ جزیره مسکونی‌اند و بزرگ‌ترین آن‌ها به نام استریموی ۳۸۵ کیلومتر مربع مساحت دارد. اقلیم آن معتدل، بارانی و اغلب ابری است.

## اقتصاد
تنها ۶ درصد اراضی این جزایر قابل کشت هستند و فراورده‌های کشاورزی آن به سبزیجات محدود می‌شود و غلات در آن به عمل نمی‌آید. صنایع دستی و ماهی‌گیری شغل‌های اصلی مردم می‌باشند و صدور ماهی عمده‌ترین منبع درآمد آن محسوب می‌شود. پرورش گوسفند و دامداری نیز از جمله مشاغل ساکنان آن است.

## ورزش
تیم ملی فوتبال جزایر فارو عضو یوفا می‌باشد..

## گوگل استریت ویو
در دوم نوامبر سال ۲۰۱۷ و بر طبق گزارش گاردین، جزایر فارو تبدیل به آخرین بخش دورافتادهٔ دنیا گردید که تصاویر آن بر روی سامانه گوگل استریت ویو قابل نمایش گردید. در ماه ژوئیه یک خانم جوان تعداد ۵ دوربین با زاویه ۳۶۰ درجه را بر روی ۵ گوسفند نصب کرد و تصاویر حاصل‌شده را با درج مختصات در استریت ویو بارگذاری کرد و در ادامهٔ از گوگل برای تکمیل این پروژه درخواست مساعدت و همکاری نمود. هنگامی که پروژه به دلیل موارد قابل توجهش به سرخط خبرها رسید، شرکت گوگل با تهیه تجهیزات دوربین کامل‌تری به درخواست مردمان جزیره پاسخ مثبت داد و سرانجام در تاریخ ۱ نوامبر، گوگل اعلام نمود که استریت ویو اکنون به‌طور رسمی جزایر فارو را هم تحت پوشش دارد.

## نگارخانه

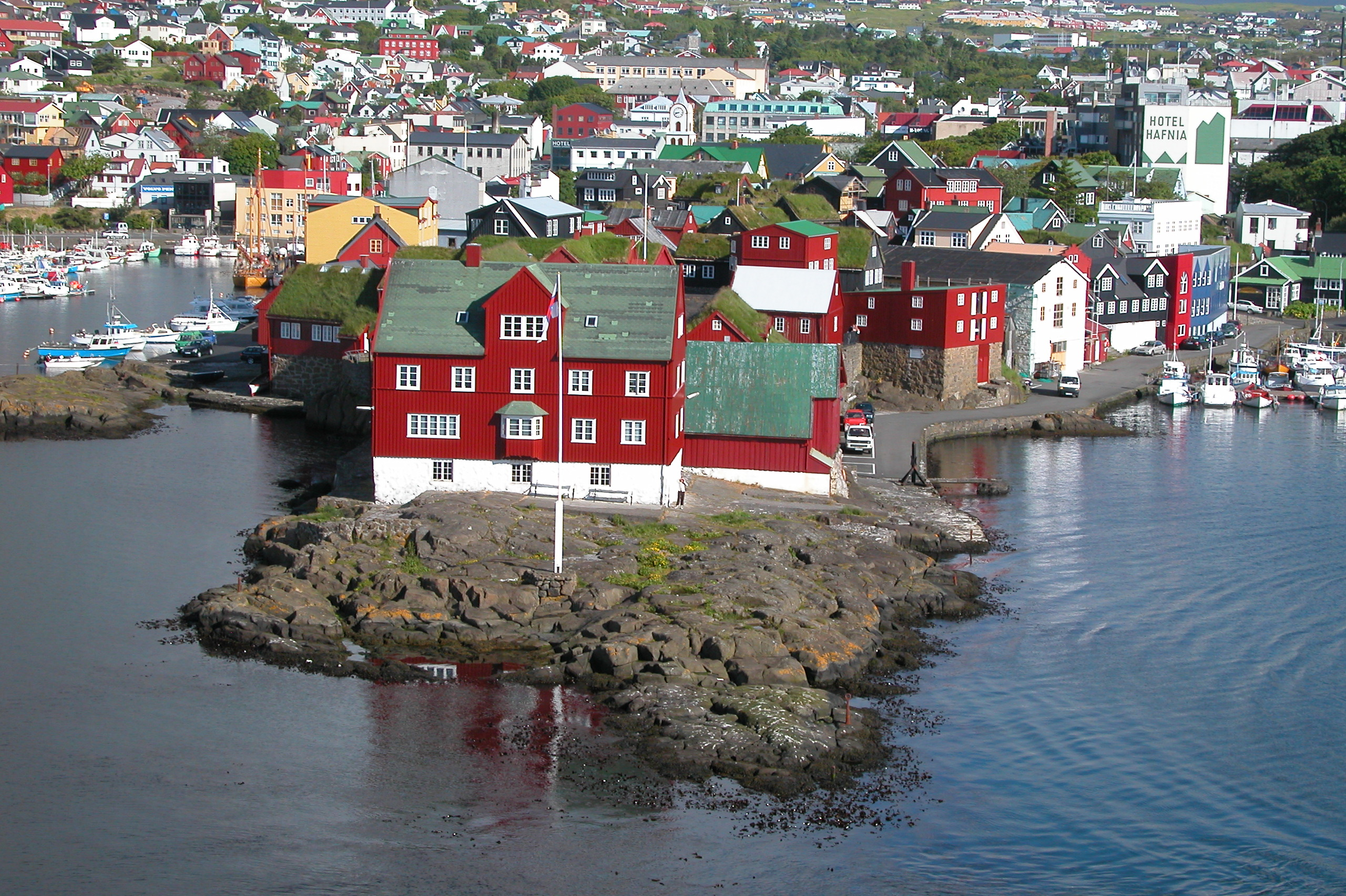
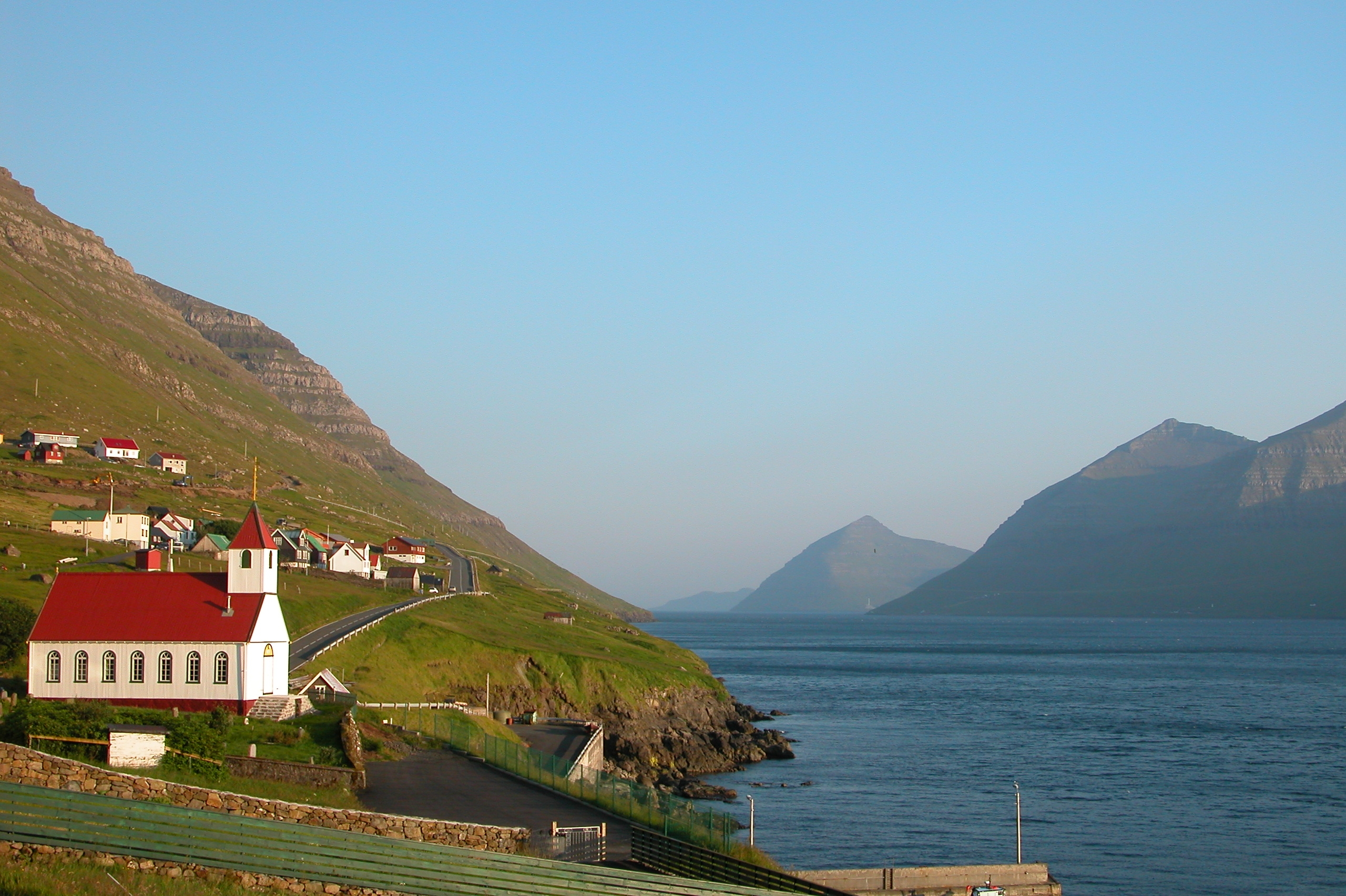
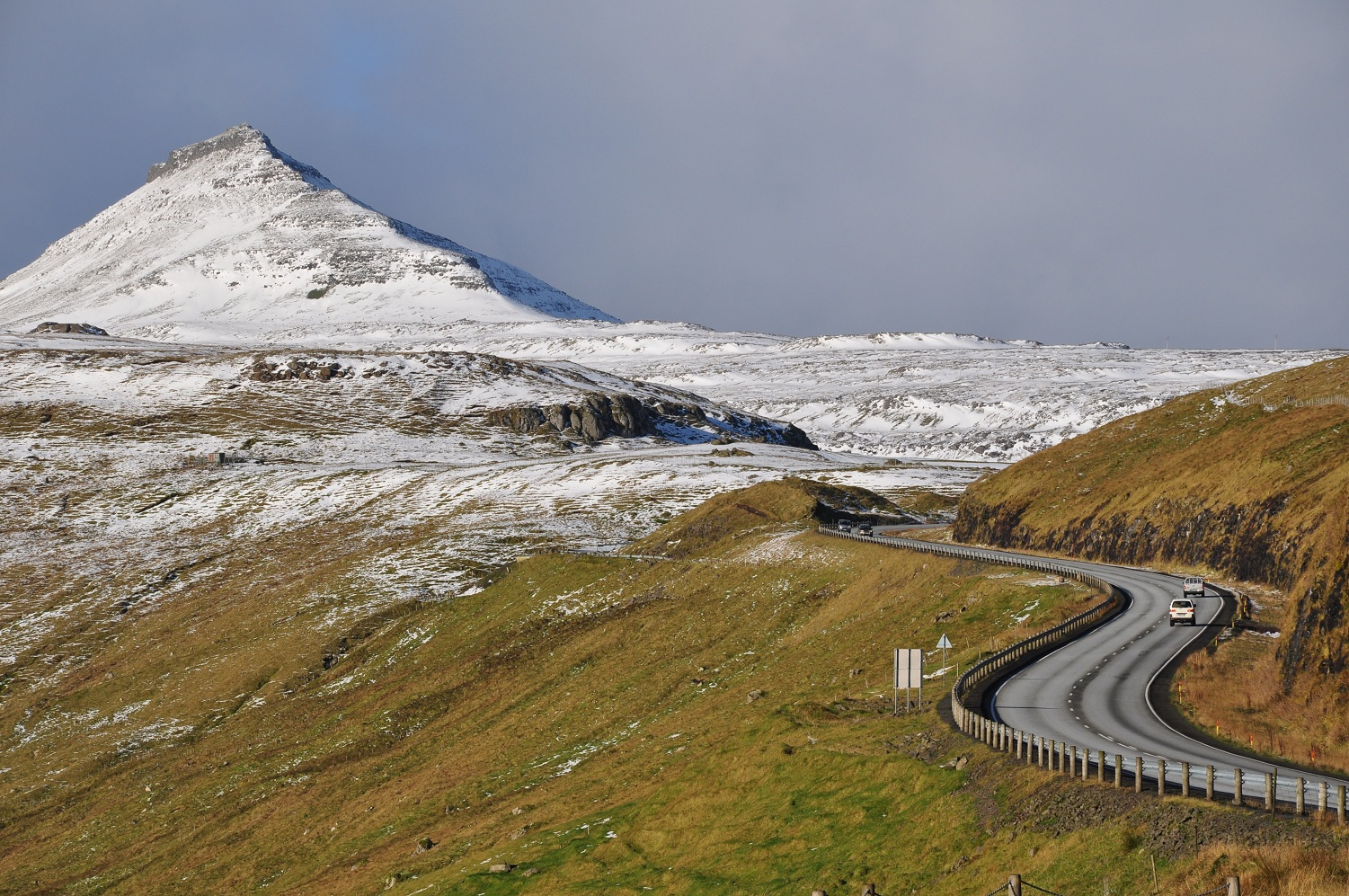
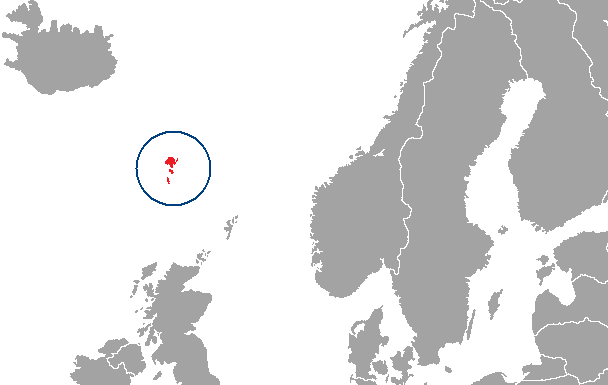
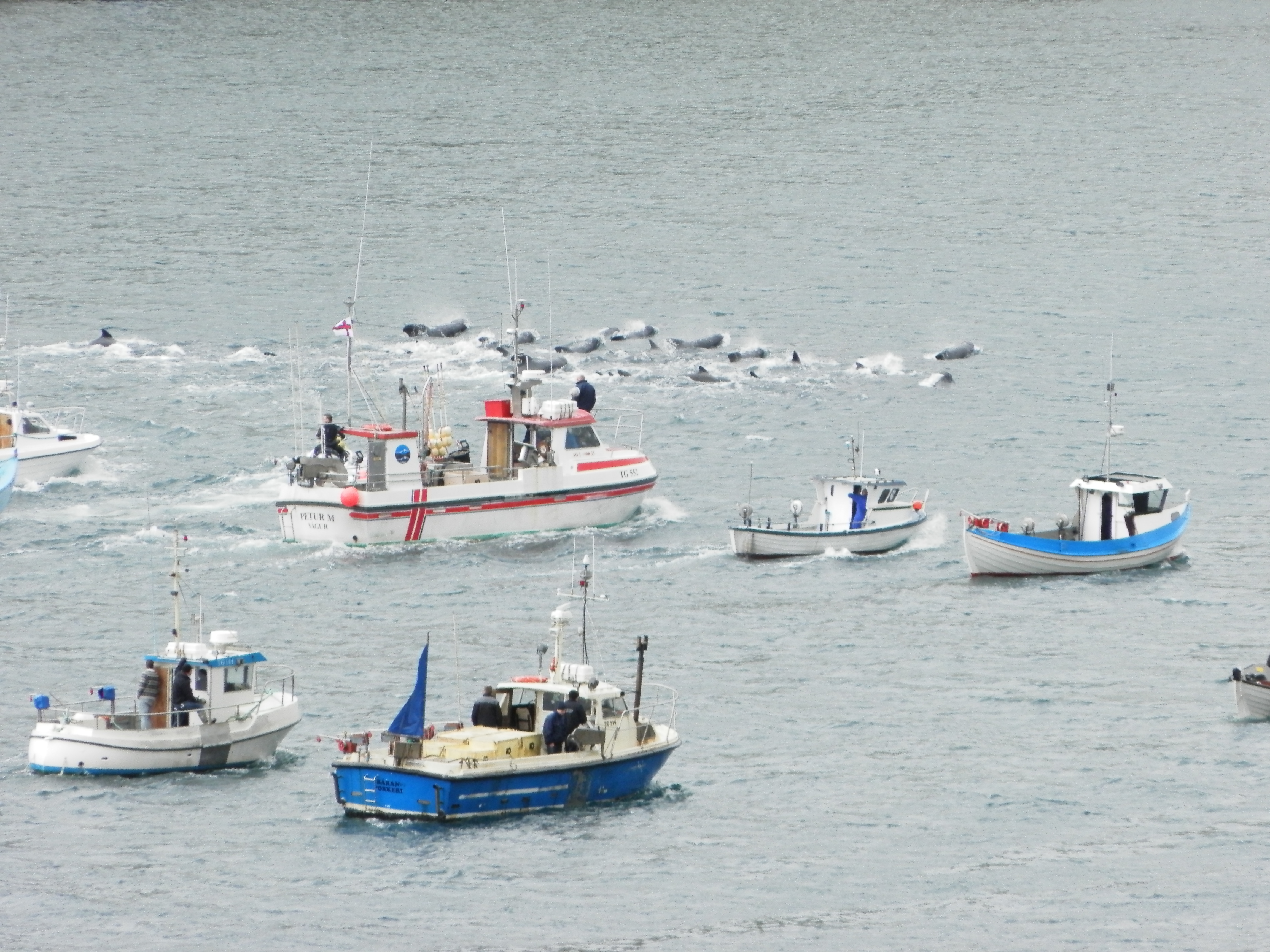
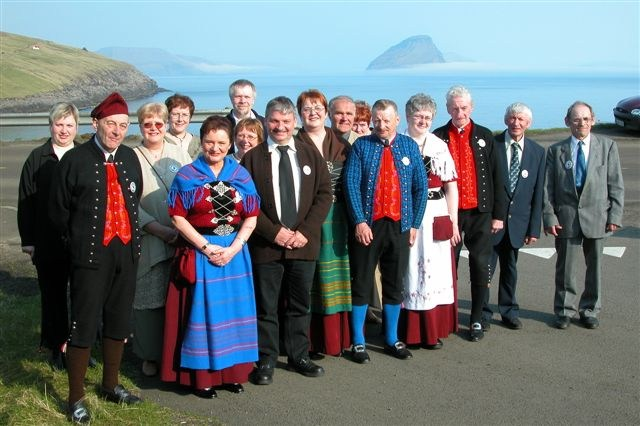
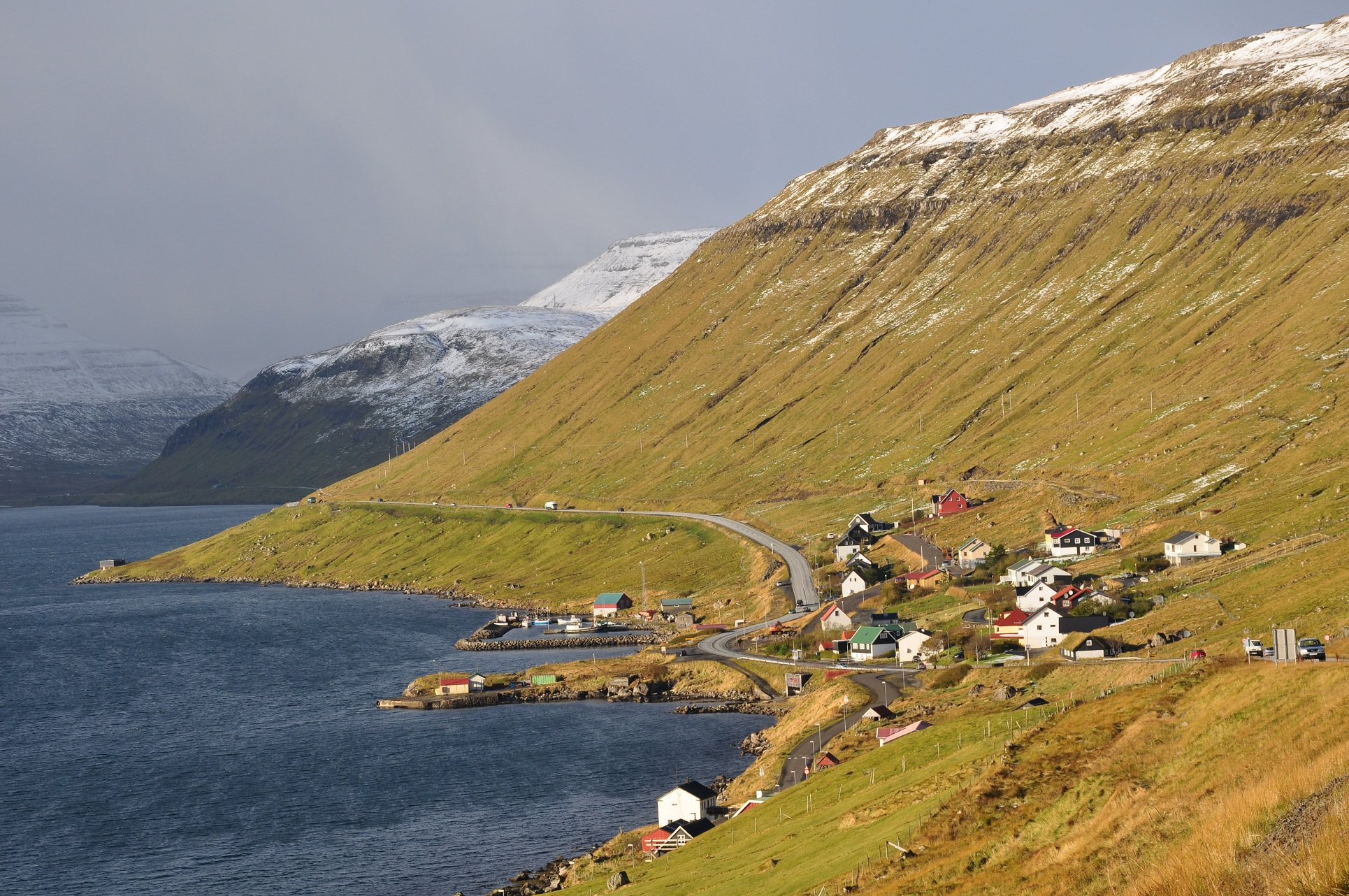
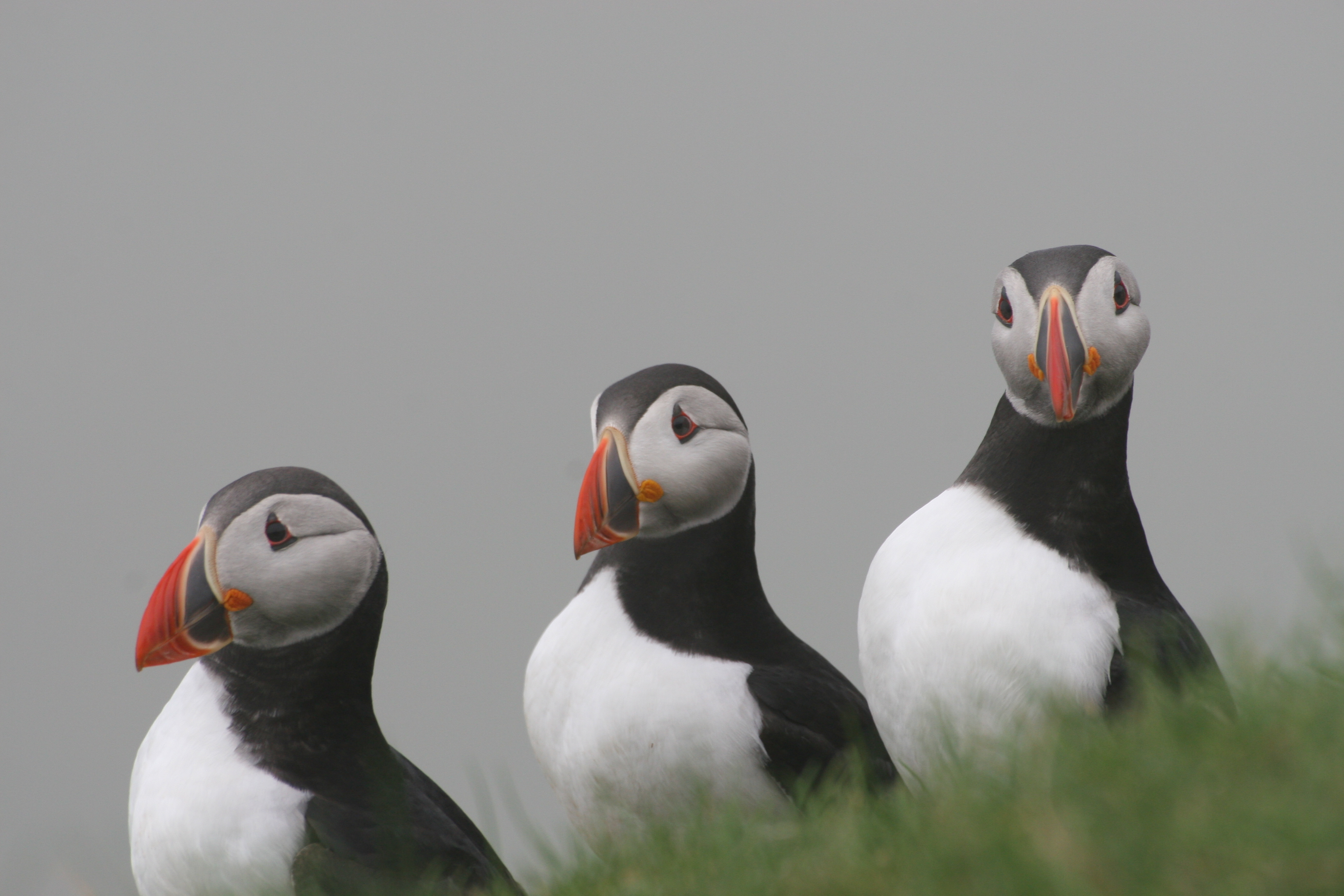
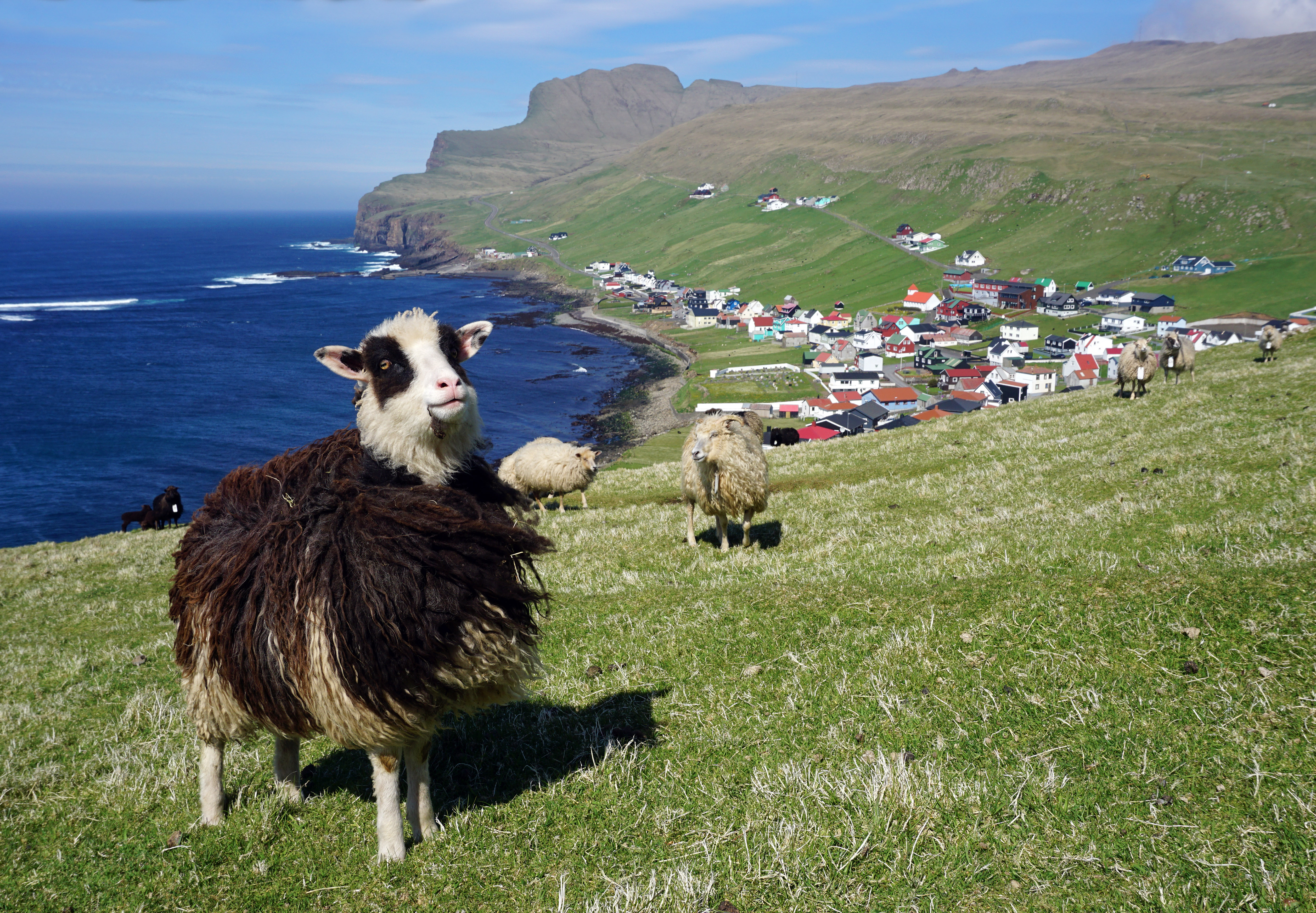